# 斯季格山 (馬爾馬羅什山脈)
47°58′9.2″N 24°33′53.9″E / 47.969222°N 24.564972°E

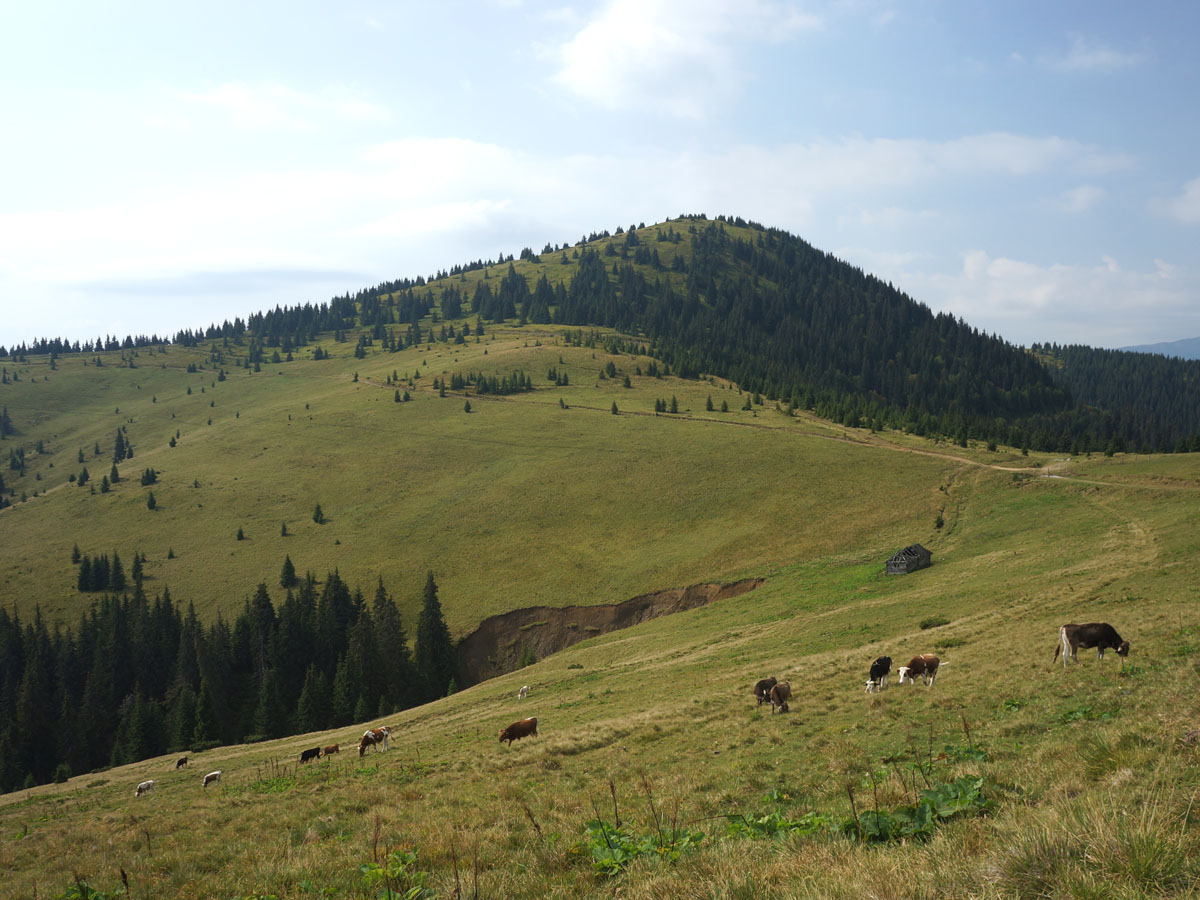

斯季格山是東歐的山峰，位於烏克蘭和羅馬尼亞接壤的邊境，屬於喀爾巴阡山脈中馬爾馬羅什山脈的一部分，海拔高度1,653米。